# Diane Moyer
Diane Marie Moyer (* 29. Juli 1958 in Reading, Pennsylvania) ist eine ehemalige Hockey-Spielerin aus den Vereinigten Staaten. Sie gewann 1984 eine olympische Bronzemedaille.

## Leben
Diane Moyer studierte am LaSalle-College und graduierte dort 1980. Zuvor spielte sie im Collegeteam Hockey. Sie verpasste die Teilnahme an den Olympischen Spielen 1980 wegen des Olympiaboykotts. Bei der Weltmeisterschaft 1983 belegte sie mit dem US-Team den sechsten Platz.
1984 war sie Mitglied der Damen-Hockeynationalmannschaft der Vereinigten Staaten bei den Olympischen Spielen in Los Angeles. Dort trafen in der Gruppenphase alle sechs teilnehmenden Teams aufeinander. Es siegten die Niederländerinnen vor den Deutschen. Dahinter lagen die Mannschaft der Vereinigten Staaten, die Australierinnen und die Kanadierinnen punktgleich. Während die Kanadierinnen ein negatives Torverhältnis hatten, lagen auch hier das US-Team und die Australierinnen gleichauf. Die beiden Teams trugen deshalb 15 Minuten nach dem Ende des letzten Spiels ein Siebenmeterschießen um die Bronzemedaille aus, das die Amerikanerinnen mit 10:5 gewannen. Moyer kam nur im Gruppenspiel gegen Neuseeland zum Einsatz.
Moyer machte ihren Ph.D. in Psychologie an der Temple University und wurde später Professorin am Cedar Crest College in Allentown, Pennsylvania.